# Braunia humboldtii
Braunia humboldtii là một loài Rêu trong họ Hedwigiaceae. Loài này được (Hook.) Hook. f. mô tả khoa học đầu tiên năm 1867.